# Ариса Хигашино
Ариса Игараши (јапански 五十嵐 有紗, јапански, рођена Хигашино 東野 有紗; рођена 1. августа 1996.) је јапанска играчица бадминтона. Освојила је бронзу у мјешовитом тиму на јуниорским првенствима Азије 2013. и 2014. године, а такмичила се и на Свјетском јуниорском првенству 2014. године, освојивши двије бронзе у мјешовитом пару и екипном такмичењу.
Хигашино је освојила свој први Супер 1000 турнир на Отвореном првенству Енглеске 2018. и 2021. године у такмичењу мјешовитих парова, у сарадњи са Јутом Ватанабеом, и такође је освојила 2 узастопне бронзане медаље у мјешовитим паровима на Летњим олимпијским играма 2020. и 2024. године.
Наступа за јапански бадминтон клуб Бипроги.

## Профил бадминтонисте
- Висина играча: 1.60 m
- Тежина играча: 54 kg[7]
- Доминантна рука: десна
- Тренер(и): Џереми Ган
- Репрезентација: Јапан
- Клубови: Бипроги (Јапан)
- Најбољи ранг (BWF): 65 (WD партнерка Ајане Курихара, 13. јули 2017.)
1 (XD партнер Јута Ватанабе (бадминтон), 8. новембар 2022.)
- Тренутни ранг (BWF): 5 (XD партнер Јута Ватанабе (бадминтон), 13. август 2024.)

## Каријера
Хигашино је рођена у Ивамизави, завршила је средњу школу Томиока и придружила се Унисис тиму 2015. године.
Заједно са Ватанабеом, стигла је до финала Ол Енглеске опена 2018. године побједивши прва три носиоца, и освојили титулу након што су побједили пар петих носилаца из Кине Џенг Сивеја и Хуанг Јакјонгу у игри гуме. Ово је била њихова прва титула на свјетској турнеји.
У марту 2021. године Хигашино и Ватанабе освојили су титулу у мјешовитим паровима на Отвореном првенству Енглеске. У јулу, она и Ватанабе су се такмичили на Љетњим олимпијским играма 2020. и освојили бронзану медаљу након побједе у игри за бронзану медаљу против Танг Чун Мана и Це Јинг Сует у директним играма.

## Приватне информације
Дана 28. августа 2024. године објавила је брак са бившим играчем бадминтона Ју Игарашијем.
Ариса наводи своју мајка као најутицајнију особу у њеној каријери. Узор јој је Лилијану Нацир, бивша индонежанска бадминтонисткиња. Њени хобији укључују слушање музике и гледање филмова.

## Награде и номинације
| Награда                                         | Година | Категорија                                                              | Резултат   | Ref.   |
| ----------------------------------------------- | ------ | ----------------------------------------------------------------------- | ---------- | ------ |
| Награда Руки за Бадминтон Ј лигу 2015. у Јапану | 2016.  | Најбољи почетник                                                        | Освојено   | [ 14 ] |
| Церемонија додјеле награда Бадминтон С/Ј лиге   | 2019.  | Најкориснији играч(и) жене заједно са Chisato Hoshi                     | Освојено   | -      |
| 72. Све јапанске награде                        | 2019.  | Најбољи играч у конкуренцији мјешовитих парова заједно са Јута Ватанабе | Освојено   | -      |
| Награде бадминтонског савеза Хокаидо            | 2019.  | Специјалне вјештине                                                     | Освојено   | [ 15 ] |
| Награда Свјетске бадминтон федерације           | 2021.  | Најбољи пар у сезони 2020/2021. године заједно са Јута Ватанабе         | Номинација | [ 16 ] |

## Спортска постигнућа

### Олимпијске игре
Мјешовити парови
| Година | Мјесто одржавања такмичења                | Партнер       | Противници                 | Поени        | Резултат |
| ------ | ----------------------------------------- | ------------- | -------------------------- | ------------ | -------- |
| 2020.  | Мусашино Форест Спорт Плаза, Токио, Јапан | Јута Ватанабе | Танг Чун Ман Тсе Јинг Сует | 21–17, 23–21 | Бронза   |
| 2024.  | Порт де ла Шапел Арена, Парис, Француска  | Јута Ватанабе | Со Јунгђе Че Јуђунг        | 21–13, 22–20 | Бронза   |

### Свјетска првенства
Мјешовити парови
| Година | Мјесто одржавања такмичења                          | Партнер       | Противници                               | Бодови       | Резултат |
| ------ | --------------------------------------------------- | ------------- | ---------------------------------------- | ------------ | -------- |
| 2019.  | Сент Јакобсхале, Базел, Швајцарска                  | Јута Ватанабе | Џенг Сивеј Хуанг Јаквонг                 | 11–21, 15–21 | Бронза   |
| 2021.  | Палата спортова Каролина Марин, Уелва, Шпанија      | Јута Ватанабе | Дешапол Паваранукрох Сапсири Тератаначај | 13–21, 14–21 | Сребро   |
| 2022.  | Метрополитска спортска дворана Токија, Токио, Јапан | Јута Ватанабе | Џенг Сивеј Хуанг Јакуонг                 | 13–21, 16–21 | Сребро   |
| 2023.  | Ројал Арена у Копенхагену, Копенхаген, Данска       | Јута Ватанабе | Се Сунгђе Че Јуђунг                      | 15–21, 13–21 | Бронза   |

### Азијске игре
Мјешовити парови
| Година | Мјесто одржавања тамичења         | Партнер       | Противник                | Бодови       | Резултат |
| ------ | --------------------------------- | ------------- | ------------------------ | ------------ | -------- |
| 2022.  | Binjiang Gymnasium, Хангџоу, Кина | Јута Ватанабе | Џенг Сивеј Хуанг Јакуонг | 15–21, 14–21 | Сребро   |

### Првенство Азије
Мјешовити парови
| Година | Мјесто одржавања такмичења                        | Партнер       | Противници               | Бодови       | Резултат |
| ------ | ------------------------------------------------- | ------------- | ------------------------ | ------------ | -------- |
| 2022.  | Muntinlupa Sports Complex, Метро Манила, Филипини | Јута Ватанабе | Ванг Јиљу Хуанг Донгпинг | 12–21, 22–24 | Бронза   |

### Свјетска јуниорска првенства
Мјешовити парови
| Година | Мјесто одржавања такмичења                       | Партнер       | Противници                   | Бодови       | Резултат |
| ------ | ------------------------------------------------ | ------------- | ---------------------------- | ------------ | -------- |
| 2014.  | Стадион Султан Абдул Халим, Алор Сетар, Малезија | Јута Ватанабе | Хуанг Кајксианг Чен Квингчен | 19–21, 12–21 | Бронза   |

### Свјетска турнеја Свјетске бадминтон федерације (11 титула, 10 другопласираних)
Свјетска турнеја BWF, која је најављена 19. марта 2017. године и реализована 2018. године, је серија елитних турнира у бадминтону које је одобрила Светска федерација за бадминтон. BWF свјетска турнеја је подјељена на нивое финала Свјетске турнеје, Супер 1000, Супер 750, Супер 500, Супер 300 и БСФ Тур Супер 100.
Мјешовити парови
| Година | Турнир                      | Ниво              | Партнер       | Противници                              | Бодови              | Резултат       |
| ------ | --------------------------- | ----------------- | ------------- | --------------------------------------- | ------------------- | -------------- |
| 2018.  | Ол Ингланд Опен             | Super 1000        | Јута Ватанабе | Џенг Сивеј Хуанг Јаквуонг               | 15–21, 22–20, 21–16 | Побједница     |
| 2018.  | Хонг Конг Опен              | Super 500         | Јута Ватанабе | Ванг Јиљу Хуанг Донгпинг                | 21–18, 21–14        | Побједница     |
| 2019.  | Малезија Мастерс            | Super 500         | Јута Ватанабе | Дешапол Пуваранукрох Сапсири Тератначај | 21–18, 21–18        | Побједница     |
| 2019.  | Ол Ингланд Опен             | Super 1000        | Јута Ватанабе | Џенг Сивеј Хуанг Јаквуонг               | 17–21, 20–22        | Другопласирана |
| 2019.  | Тајланд Опен                | Super 500         | Јута Ватанабе | Ванг Јиљу Хуанг Донгпинг                | 22–24, 21–23        | Другопласирана |
| 2019.  | Хонг Конг Опен              | Super 500         | Јута Ватанабе | Хе Ђитинг Ду Је                         | 22–20, 21–16        | Побједница     |
| 2021.  | Ол Ингланд Опен             | Super 1000        | Јута Ватанабе | Јуки Канеко Мисаки Матсутомо            | 21–14, 21–13        | Побједница     |
| 2021.  | Денмарк Опен                | Super 1000        | Јута Ватанабе | Дешапол Пуваранукрох Сапсири Тератначај | 21–18, 21–9         | Побједница     |
| 2021.  | Френч Опен                  | Super 750         | Јута Ватанабе | Матиас Кристиансен Александра Боје      | 21–8, 21–17         | Побједница     |
| 2021.  | Индонезија Опен             | Super 1000        | Јута Ватанабе | Дешапол Пуваранукрох Сапсири Тератначај | 12–21, 13–21        | Другопласирана |
| 2021.  | BWF Финале свјетске турнеје | World Tour Finals | Јута Ватанабе | Дешапол Пуваранукрох Сапсири Тератначај | 19–21, 11–21        | Другопласирана |
| 2022.  | Ол Ингланд Опен             | Super 1000        | Јута Ватанабе | Ванг Јиљу Хуанг Донгпинг                | 21–19, 21–19        | Побједница     |
| 2022.  | Индонезија Опен             | Super 1000        | Јута Ватанабе | Џенг Сивеј Хуанг Јаквуонг               | 14–21, 16–21        | Другопласирана |
| 2022.  | Јапан Опен                  | Super 750         | Јута Ватанабе | Дешапол Пуваранукрох Сапсири Тератначај | 21–16, 21–23, 18–21 | Другопласирана |
| 2023.  | Малезија Опен               | Super 1000        | Јута Ватанабе | Џенг Сивеј Хуанг Јаквуонг               | 19–21, 11–21        | Другопласирана |
| 2023   | Индије Опен                 | Super 750         | Јута Ватанабе | Ванг Јиљу Хуанг Донгпинг                | Walkover            | Побједница     |
| 2023.  | Сингапур Опен               | Super 750         | Јута Ватанабе | Матиас Кристиансен Александра Боје      | 14–21, 22–20, 16–21 | Другопласирана |
| 2023.  | Индонезија Опен             | Super 1000        | Јута Ватанабе | Џенг Сивеј Хуанг Јаквуонг               | 14–21, 11–21        | Другопласирана |
| 2023.  | Јапан Опен                  | Super 750         | Јута Ватанабе | Дешапол Пуваранукрох Сапсири Тератначај | 17–21, 21–16, 21–15 | Побједница     |
| 2024.  | Малезија Опен               | Super 1000        | Јута Ватанабе | Ким Вонхо Ђонг Најун                    | 21–18, 21–15        | Побједница     |
| 2024.  | Ол Ингланд Опен             | Super 1000        | Јута Ватанабе | Џенг Сивеј Хуанг Јаквуонг               | 16–21, 11–21        | Другопласирана |

## БСФ Гранд При (1 другопласирана)
БСФ Гранд При је имао два нивоа, Гранд При и Гранд При Голд. Био је то серијал турнира у бадминтону које је одобрила Свјетска бадминтон федерација (БСФ) и одиграни су између 2007. и 2017. године.
Мјешовити пар
| Година | Турнир      | Партнер       | Противници               | Бодови       | Резултат       |
| ------ | ----------- | ------------- | ------------------------ | ------------ | -------------- |
| 2015.  | Русија Опен | Јута Ватанабе | Чан Пенг Сун Го Лиу Јинг | 13–21, 21–23 | Другопласирана |

  BWF Grand Prix Gold турнир
  BWF Grand Prix турнир

## БСФ Међународни челенџ/серија (1 титула, 2 другопласирани)
Мјешовити парови
| Година | Турнир                 | Партнер        | Противници                      | Бодови       | Резултат   |
| ------ | ---------------------- | -------------- | ------------------------------- | ------------ | ---------- |
| 2016.  | Вијентам Интернешионал | Ариса Хигашино | Тин Исријанет Пачарапун Чочвонг | 21–16, 21–14 | Побједница |

  BWF International Challenge турнир
  BWF International Series турнир